# 羽根田利夫
羽根田 利夫（はねだ としお、1909年9月6日 - 1992年3月8日）は、コメットハンターとして名を知られる日本のアマチュア天文家である。長年にわたって在野での天体観測と研究を続け、1978年9月1日に新彗星（羽根田・カンポス彗星）を発見した。新彗星の発見当時、羽根田は68歳でコメットハンターとして世界最年長であった。小惑星23504（羽根田）（it:23504 Haneda）は、彼を記念して命名されたものである。

## 生涯

### 前半生と天体観測
福島県原町市（現在の南相馬市）生まれ。幼少時から物静かな性格で、成績も優秀だった。福島県立相馬中学校（現：福島県立相馬高等学校）から東京の電気関係の学校に進学した。
天文学に興味を持ったのは1925年頃からで、当時発行されていた「科学画報」という雑誌がきっかけであった。1932年には天文同好会（のちの東亜天文学会）の機関誌「天界」に「日中に現れた流星」という観測記を寄稿するなど、長年にわたって在野での天文観測に取り組んでいた。
羽根田が彗星の捜索に初めて取り組んだのは1938年の秋のことで、当初は58ミリの屈折望遠鏡を使っていた。その後第二次世界大戦の勃発や仕事の関係により、一時期捜索を中断していた。
羽根田は川崎市で電気関連の仕事に従事していた。捜索を再開したのは1962年になってからで、この時期は関勉が彗星を発見して話題になっていた頃でもあった。もともと体が丈夫ではなかった羽根田はこの時期に体調を崩し、数年間捜索から離れることになった。仕事を辞めた後、1977年に故郷の福島県原町市馬場川久保（現：福島県南相馬市原町区馬場川久保）に帰住し、甥一家とともに暮らし始めた。
同年7月、羽根田は彗星の探索を再開した。羽根田は生来身体が丈夫ではなかったため、負担にならないように夜の8時半からと明け方の2時半からそれぞれ1時間を探索に充てる時間と決めていた。探索のために、自宅から150メートルほど離れた田圃のそばを選んで彗星探索用の観測小屋を造った。小屋を造った場所は、森や低山などに周囲を囲まれた形になっているため街の明かりが入ってこず、観測には好適な位置にあった。そこに土台として高く土を盛り、1メートル四方の小屋を据え付けた。小屋はベニヤ板製で、床下にはレールと戸車を据え付けて手動で回転させ、付属の望遠鏡を好きな方向に向けることができる工夫が凝らされていた。
愛用の望遠鏡は85ミリメートルの屈折望遠鏡で、対物レンズ以外は自作のものであった。望遠鏡の架台は、廃品となった赤道儀とカメラ用の三脚を再利用したもので、目の高さを一定に保つことが可能だった。

### 新彗星の発見
羽根田を新彗星の発見に導いたのは、愛犬のコロであった。コロはポインター系の雑種（メス）で、もともとは猟犬として飼われていた。コロは昼間繋がれていたが夜は放し飼いになっていたため、羽根田の部屋で過ごすことが多かった。コロは羽根田が天体観測に出かける際には必ずついてきた。そして、天体観測が終わるのをそばでじっと待つのが常であった。
1978年の夏は猛暑の上に日照り続きであったが、8月30日に雷混じりの激しい雨が降ってから天候が不順になった。9月1日も昼間に晴れ間があったものの日が落ちると曇りがちの空模様となったため、羽根田はその日の天体観測を諦めて自室で読書を始めた。しばらくして羽根田が何気なく立ち上がったのを見たコロは、観測小屋へ行くものと思ったようで起き上がって盛んに尻尾を振った。天候のせいもあって羽根田は気が進まなかったものの、コロとともに観測小屋へ出かけた。
羽根田は観測小屋を手動で回転させ、比較的雲のかかっていない夜空の方角に望遠鏡を向けた。最初は西の空、次いで北の空を探したが、いずれもすぐに雲におおわれてしまった。そこで南の空に目を向けると、天の川を中心とした一角が晴れていた。羽根田は彗星と一見して紛らわしい星団や星雲の多い天の川を避け、その東にあたるやぎ座付近に望遠鏡を向けた。
低空から次第に上空へと位置を変えつつ探索を続けていたところ、羽根田の視野をスーと光班が横切っていった。最初は星雲かと思って手元のランプを灯し、「全天恒星図」と照合してみると、やぎ座オメガ星の下方約2度半付近でけんびきょう座の領域であった。その位置には何の記号も見当たらなかったので、羽根田は「これは彗星かもしれない」と考えて位置のスケッチを取り、付近に見える10等級くらいまでの微光星の位置も書き込んだ。
この光班が彗星であれば当然移動するはずと思った羽根田は接眼レンズを60倍のものに差し替え、数分間待ってみたがあいにく雲がかかってきて確かめることができなかった。やむなく観測を打ち切って、羽根田は自宅に戻った。

### 発見直後から9月3日まで
羽根田はスミソニアン天文台が発行した詳細な星図を参照しながら、光班が見えたあたりを調べてみた。この星図でもその位置には何の記号もなかったため、羽根田は彗星に間違いないと考えた。彗星であれば、その位置をただちに東京天文台へ報告しなければならなかったが、羽根田は報告をためらった。
羽根田が報告をためらった理由は、過去の大きな失敗にあった。その失敗は1938年のことで、靖国神社の大鳥居前で新彗星を発見したものの、実は彗星ではなく木星のゴーストを見誤ったというものだった。羽根田はそのことをまざまざと思い出し、早まって迷惑をかけてはいけない、明日まで待ってみようと考えたという。
翌日の夜は天気がさらに悪くなった。羽根田は午後9時頃から再度の観測のために待機した。今夜確認しないことにはあの彗星を永久に見失ってしまうかもしれないと羽根田は焦ったが、一面の雲に覆われた南の空を見上げて待つことにした。
やがて午後10時30分頃から西の空が晴れ始め、30分もすると南の空にも晴れ間が広がった。羽根田はまず望遠鏡の視野の中央にやぎ座オメガ星を入れ、次第に視線を下にずらしながら昨夜見た領域を探した。見覚えのある星の配列を見つけたので光班を探したところ、そこには何も見当たらなかった。光班が移動していることに気づいた羽根田は、再度付近の領域を探索し直した。そして、昨夜の位置から三十数分下方に移動した光班を探し当てた。
羽根田は昨夜記録したスケッチに、本日の光班の位置を書き加えた。ここで羽根田は昨夜と当夜で光班の明るさがかなり違うことに疑念を抱いたものの、他にはそれに該当しそうな微光星などは見当たらなかった。
羽根田は星図から彗星の位置を算出し、既発見の彗星と重複していないかを確認するために各種の天文ニュースや資料をさらってみた。どの資料でもこの付近を通る彗星は見当たらなかったので、羽根田は2夜をかけた観測の結果を東京天文台あての電文に綴り、翌日（9月3日）の午前中に打電を済ませた。
その夜羽根田は早めに就寝したが、なかなか寝つくことができなかった。午後10時40分頃、甥の末娘が来て東京天文台から電話がかかっていると伝えてきた。羽根田は彗星のことで何か見誤りがあってどやされるのではないかと思って、不安のうちに受話器を取った。
東京天文台からの電話は「あれは彗星に間違いありません」というものであった。その言葉に羽根田は安堵したものの、電話は続けて南アフリカのホセ・アルベルト・ダ・シウヴァ・カンポス（it:José Alberto da Silva Campos）も9月1日（羽根田が発見した8時間後）に同彗星を発見し、直ちに報告していたことを伝えてきた。
カンポスの報告を受けた天文電報中央局から東京天文台を通じて日本国内の観測者たちにも新しい彗星の情報がもたらされ、それにより日本各地でも新彗星観測の報告が次々と入っていた。そのさなかに羽根田からの電報が届いたため、東京天文台もどう取り扱うものか苦慮していた。しかも、発見自体は羽根田の方がカンポスより早い時間であった。
東京天文台の担当者は「情報を流した後の報告は、独立発見とは認められないのでご了承願いたい」と詫びた後、羽根田の年齢や使用した望遠鏡の種類などを尋ねてきた。羽根田は年齢と望遠鏡の口径などを回答して、そのときの電話は終わった。
電話の後で、羽根田は報告が遅れたために新彗星の独立発見が認定されなかった過去の事例をいくつか思い返した。その一つは1957年のムルコス彗星（de:C/1957 P1 (Mrkos)）だった。この彗星は川崎市のアマチュア天文家である倉賀野祐弘が発見していたものの、報告が遅れたために第一発見者と認められなかった。羽根田はかえって気が楽になり、（今度発見するときは、こんな小さなものではなくて、尾の生えた大きなものを、見付けるさ）と割り切り、その夜はぐっすりと眠ることができたという。

### 「羽根田・カンポス彗星」
翌日起きだした羽根田は、彗星のことなどはすっかり忘れていた。その日は朝から来客があり、カメラのことなどで話が弾んでいた。
午前10時頃、電話がかかってきた。その電話は、東京天文台の香西洋樹からのものであった。電話の内容は、昨日の電話の後にアメリカの天文電報中央局へ羽根田の独立発見を打電したところ、折り返し羽根田の早い発見があるので、今後カンポス彗星を「羽根田・カンポス彗星」 と呼び改める、という「異例の通知」であった。
彗星のことをすっかりあきらめていた羽根田は、電話の内容をすぐには信じ切れなかった。来客から電話の内容を尋ねられた羽根田が一部始終を話したところ、「それは大したものだ」と一緒に喜んでくれた。正午前には、東京天文台からの祝電も届いた。
日本での新彗星の発見は3年ぶりのことであった。軌道計算の結果、周期約6年の木星族の短周期彗星と判明した。9-10等の光度で周期彗星が眼視的観測で発見されたのは本田・ムルコス・パイドゥシャーコヴァー彗星（1948年12月3日発見）以来約30年ぶりのことであった。
新彗星発見のニュースは、1978年9月6日の新聞朝刊で大きく報じられた。この日は羽根田にとって69歳の誕生日でもあり、思いがけない誕生日のプレゼントとなった。羽根田はコロの誘いがなければこの発見はなかったろうと思い、「人間の力ではどうにもならない運命」を感じたという。40年にわたる羽根田の観測人生は、こうして実り多いものとなった。

### その後
新彗星の発見が報じられた後、羽根田はしばらくの間新聞やテレビ、雑誌などの取材に追われることになった。そのように多忙な日々でも、晴れた日の夜には彗星の探索を変わらずに続けていた。
1979年5月10日、羽根田は新彗星発見の功績によって日本天文学会総会で表彰を受けた。同年、新彗星発見前後のできごとを綴った『ハネダ・カンポス彗星発見記』が第3回「週刊読売ノンフィクション賞」の佳作に選出され、同誌の11月4日特大号に掲載された。
同年12月、「天文ガイド」編集部の依頼に応じて同名の体験記を新彗星発見者による記録集『私の新彗星発見記』に寄稿している。この体験記は、『日本の名随筆 別巻16 星座』（作品社、1992年）にも再録された。
羽根田は『ハネダ・カンポス彗星発見記』（週刊読売掲載分）を次のように締めくくっている。
1992年に、羽根田はこの世を去った。羽根田の建てた観測小屋は現存しないものの、その跡地は愛犬コロの墓地を伴って残っている。2003年、彗星発見の地に羽根田の業績を称える解説板が設置された。

## 死後

### その後の「羽根田・カンポス彗星」と羽根田の遺したもの
羽根田・カンポス彗星は次の回帰にあたる1984年には検出されず、その後も再発見されることなく行方不明の状態になっている。羽根田・カンポス彗星については、関勉も回帰ごとに捜索に努めたものの、再発見には至っていない。関は再発見できない理由について、羽根田の発見当時は特別に増光していたとの推定を示し、普段は大変に暗いものではないかと想像している。
1993年3月7日、羽根田の一周忌が地元原町市で執り行われた。その席上で、羽根田の甥から中学2年生の道徳教科書『明日をひらく』（東京書籍）に「星をつかんだ人」という題名で羽根田の業績が掲載されたことの紹介があった。
南相馬市博物館は羽根田が愛用していた望遠鏡などを所蔵していて、たびたび企画展や講演会を開催している。羽根田は天体観測の他に、自宅近辺などで石器や土器の採集も行っていた。2000点以上にのぼるその採集品には採集場所や日付がそれぞれ記されていて、遺跡台帳には記されていない場所の遺跡の存在も判明した。

### 関勉と小惑星「羽根田」
関勉は、羽根田に関わる次のようなエピソードを自らのホームページで公開している。関が見たある夜の夢に、犬を連れた老人が現れた。そして懇願するように　「関さん、彗星を見つけてください」という言葉を残した。関は「それが羽根田さんであったかどうか私にはわかりません。あるいは最近収獲のない私に対する戒めの言葉だったかもしれません」と記述し「今後の捜索でもし見つけるようなことが有ったら羽根田さんのご霊前にきっと彗星の写真を捧げましょう」とエピソードを結んでいる。
関は、1992年3月7日に芸西天文台で発見した小惑星（1992 EX）を「羽根田」と命名した。